# 奧蒂什基弗爾赫車站

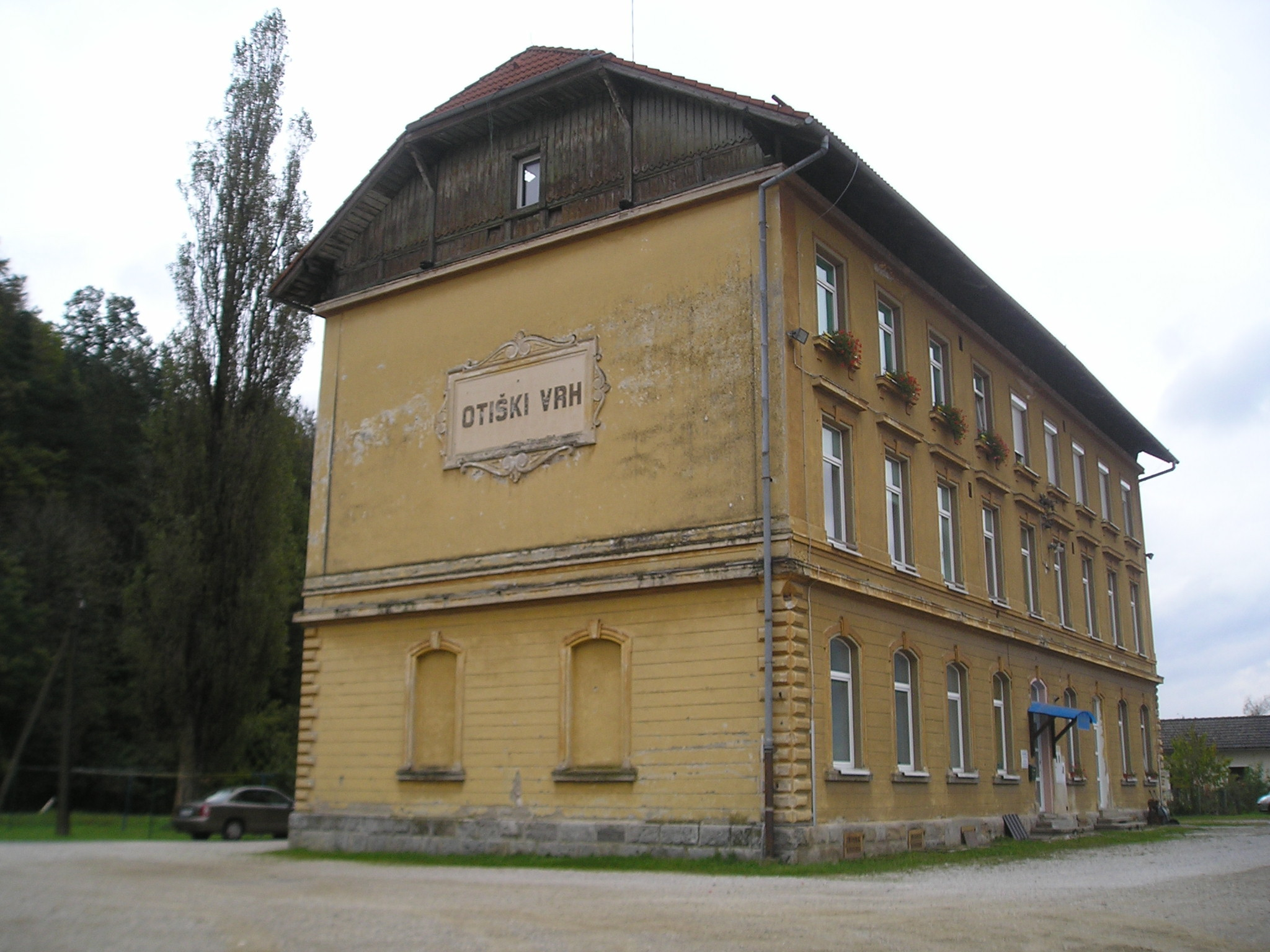
奧蒂什基弗爾赫車站

奧蒂什基弗爾赫車站，是斯洛維尼亞德拉沃格勒市鎮奧蒂什基弗爾赫的鐵路車站，啟用於1906年，由斯洛維尼亞鐵路管理。